# نوویه گاداری
نوویه گاداری (به لاتین: Novoye Gadari) یک منطقهٔ مسکونی در روسیه است که در داغستان واقع شده‌است.